# Irene Guest
Irene May Guest (Filadelfia, 22 luglio 1900 – Ocean Gate, 14 giugno 1970) è stata una nuotatrice statunitense.

## Palmarès
Olimpiadi
- 2 medaglie:
  - 1 oro (staffetta 4x100 metri stile libero a Anversa 1920)
  - 1 argento (100 metri stile libero a Anversa 1920).